# British Home Championship 1886/87
Die British Home Championship 1886/87 war die vierte Austragung des Turniers für die Fußballnationalmannschaften des Vereinigten Königreiches und fand im Februar und März 1887 statt. Gespielt wurde in einer einfachen Ligarunde, jeder gegen jeden.
Schottland gewann die Championship zum zweiten Mal mit drei Siegen aus drei Spielen.
| Pl. | Verein     | Sp. | S | U | N | Tore    | Diff. | Punkte |
| --- | ---------- | --- | - | - | - | ------- | ----- | ------ |
| 1.  | Schottland | 3   | 3 | 0 | 0 | 009:300 | +6    | 06:0   |
| 2.  | England    | 3   | 2 | 0 | 1 | 013:300 | +10   | 04:20  |
| 3.  | Irland     | 3   | 1 | 0 | 2 | 005:120 | −7    | 02:40  |
| 4.  | Wales      | 3   | 0 | 0 | 3 | 001:100 | −9    | 0:60   |

|                         |   |            |     |
| 5. Februar in Sheffield |   |            |     |
| England                 | – | Irland     | 7:0 |
| 19. Februar in Glasgow  |   |            |     |
| Schottland              | – | Irland     | 4:1 |
| 26. Februar in London   |   |            |     |
| England                 | – | Wales      | 4:0 |
| 12. März in Belfast     |   |            |     |
| Irland                  | – | Wales      | 4:1 |
| 19. März in Blackburn   |   |            |     |
| England                 | – | Schottland | 2:3 |
| 21. April in Wrexham    |   |            |     |
| Wales                   | – | Schottland | 0:2 |